# National Bank of Egypt
National Bank of Egypt (NBE, Национальный банк Египта) — крупнейший банк Египта, полностью контролируемый правительством страны. Имеет дочерний банк в Великобритании, отделения в Нью-Йорке и Шанхае, представительства в Эфиопии, ЮАР и ОАЭ. В конце сентября 2021 года была получена лицензия на открытие отделения в Саудовской Аравии. На банк приходится около 30 % банковских активов Египта, в свою очередь около 40 % активов банка составляют египетские гособлигации.

Национальный банк Египта был основан 25 июня 1898 года Эрнестом Касселем и партнёрами. В 1901 году было открыто отделение в Хартуме, фактически выполнявшие функции центрального банка Судана. В 1906 году был создан дочерний Банк Абиссинии (современная Эфиопия), получивший 50-летнюю монополию на банковскую деятельность и печатание денег. В 1925 году были приобретены отделения Lloyds Bank в Каире и Александрии. В 1931 году Банк Абиссинии был ликвидирован (его заменил Банк Эфиопии). В 1951 году указом банку был предоставлен статус центрального банка Египта. В 1959 году отделения в Судане были национализированы и на их основе создан Банк Судана. В 1960 году Национальный банк Египта был национализирован, также был создан отдельный Центральный банк Египта. В 1975 году было создано совместное предприятие Chase National Bank с Национальным банком Египта (49 и 51 процент соответственно), названное Commercial International Bank (CIB); в 1987 году американский банк продал свою долю. Постепенно доля Национального банка в CIB сокращалась, в 2006 году были проданы последние 19 %. В 1976 году NBE совместно с 19 арабскими и четырьмя американскими банками учредили в Нью-Йорке Arab American Bank. В 1982 году был основан дочерний банк в Великобритании, а в 1987 году открыто представительство в Йоханнесбурге. В 2000 году Arab American Bank был преобразован в нью-йоркское отделение NBE. В 2005 году были куплены Mohandes Bank и Bank of Commerce and Development. В 2006 году открыто представительство в Дубае.